# Eosinopteryx
Eosinopteryx war eine Gattung theropoder Dinosaurier aus dem Oxfordium von China. Die Gattung stellt eine von vielen Mosaikformen zwischen Vögeln und Dinosauriern dar. Sie weist große Ähnlichkeiten zu Anchiornis auf, besaß jedoch vermutlich ein schwächeres Federkleid und eine weniger ausgeprägte Flugfähigkeit als vergleichbare Taxa.

## Beschreibung
Eosinopteryx ist durch ein einziges gut erhaltenes Skelett mit fossilisierten Federabdrücken bekannt. Es stammt von einem Exemplar, das zu Lebzeiten entweder adult oder subadult war, wie die geschlossenen Knochennähte zeigen, und eine Körperlänge von ungefähr 30 cm erreichte. Ähnlich wie Anchiornis hat auch Eosinopteryx einen, von der Seite gesehenen, dreieckigen Schädel mit einer großen Augenhöhle. Anders als bei Anchiornis ist die Schnauze jedoch deutlich kürzer als die Augenhöhle.
Die Zähne sind, anders als bei vielen anderen Theropoden, nicht gesägt und der Schwanz ist vergleichsweise kurz. Die Füße und Zehen sind schlank und tragen kurze, gerade Krallen, die anders als die gekrümmten Krallen vieler Verwandter Maniraptoren vermutlich weniger für die Jagd oder zum Klettern geeignet waren.
Was diese Gattung jedoch besonders deutlich von anderen vogelähnlichen Dinosauriern abhebt, ist die Befiederung. Das Federkleid von Eosinopteryx ist dünner als das von anderen Maniraptora aus der Jurazeit. Steuerfedern (engl. retrices) fehlen am Schwanz beispielsweise völlig, obwohl die Verwandtschaftsverhältnisse von Eosinopteryx darauf hindeuten, dass sie vorhanden sein sollten. Dies liegt nicht an schlechter Erhaltung, da Abdrücke von wesentlich fragileren Federn am gesamten Schwanz erhalten sind. Es wird vermutet, dass Eosinopteryx seine Steuerfedern sekundär zurückentwickelte. In der Fußregion fehlen Federn vollständig.
Die längsten Handschwingen sind ca. 50 % länger als der Oberarmknochen. Diese Kombination aus kurzen Oberarmknochen und langen Federn resultierte vermutlich in eine relativ geringe Flügelspanne und Schwierigkeiten beim Flügelschlag. Dies in Kombination mit den reduzierten Bein- und Schwanzfedern deutet darauf hin, dass Eosinopteryx ein guter Läufer war, der viel Zeit am Boden verbrachte. Dies wiederum zeigt, dass vogelähnliche Dinosaurier schon früh verschiedene Nischen belegten und ihre Federn nicht nur zum Fliegen, sondern auch zur Insulation oder zum Beeindrucken von Artgenossen entwickelten.
Der Name „Eosinopteryx“ lässt sich frei als „frühe chinesische Feder“ übersetzten. Der Artname „brevipenna“ bedeutet „kurze Feder“ und bezieht sich auf das stark reduzierte Federkleid.

## Fundort
Der Holotypus von E. brevipenna wurde in den Daohugou-Schichten gefunden, welche in Liaoning (China) liegen. Das Exemplar ist Teil des Yizhou Fossil and Geology Parks unter der Katalognummer YFGP-T5197. Die Forscher erhielten es von einem chinesischen Fossilhändler und laut Untersuchungen ist es weder eine Fälschung noch eine Chimäre. Die Daohugou-Schichten sind aufgrund ihrer heterogenen Zusammensetzung schwer zu datieren, weshalb Berechnungen für das Alter von E. brevipenna von 165 bis 153 Millionen Jahre reichen. Die Formation verfügt über eine Vielfalt an gut erhaltenen Fossilien. Bereits in der Vergangenheit waren in ihr andere vogelähnliche Dinosaurier wie Xiaotingia und Anchiornis entdeckt worden.

## Systematik
Die genaue Einordnung des Eosinopteryx brevipenna in den Stammbaum der Theropoden ist seit seiner Entdeckung mehrmals revidiert worden. Ursprünglich (2013) wurde Eosinopteryx als Schwestertaxon von Anchiornis und als basaler Troodontide klassifiziert. Bereits zu dem Zeitpunkt warnten die Forscher jedoch, dass die Klassifikation aufgrund zahlreicher konvergent entwickelten Merkmale bei den untersuchten Tieren nicht sehr robust sei.
Spätere Forscher (2014) klassifizierten Eosinopteryx als basalen Paraves und Schwestertaxon von Aurornis. Eine phylogenetische Analyse aus dem Jahr 2017 ordnet Eosinopteryx jedoch als Vertreter der Familie Anchiornithidae ein.